# قتل ویلما آندرسون
ویلما آندرسون در نوامبر ۲۰۱۹ در اودوالا، سوئد، به دست دوست‌پسر عراقی-کرد خود، تیشکو احمد شرزاد، به قتل رسید. وی در ۳ دسامبر به صورت غیابی تحت پیگرد قرار گرفت و در ۴ دسامبر بازداشت شد.

## ناپدید شدن و جستجو

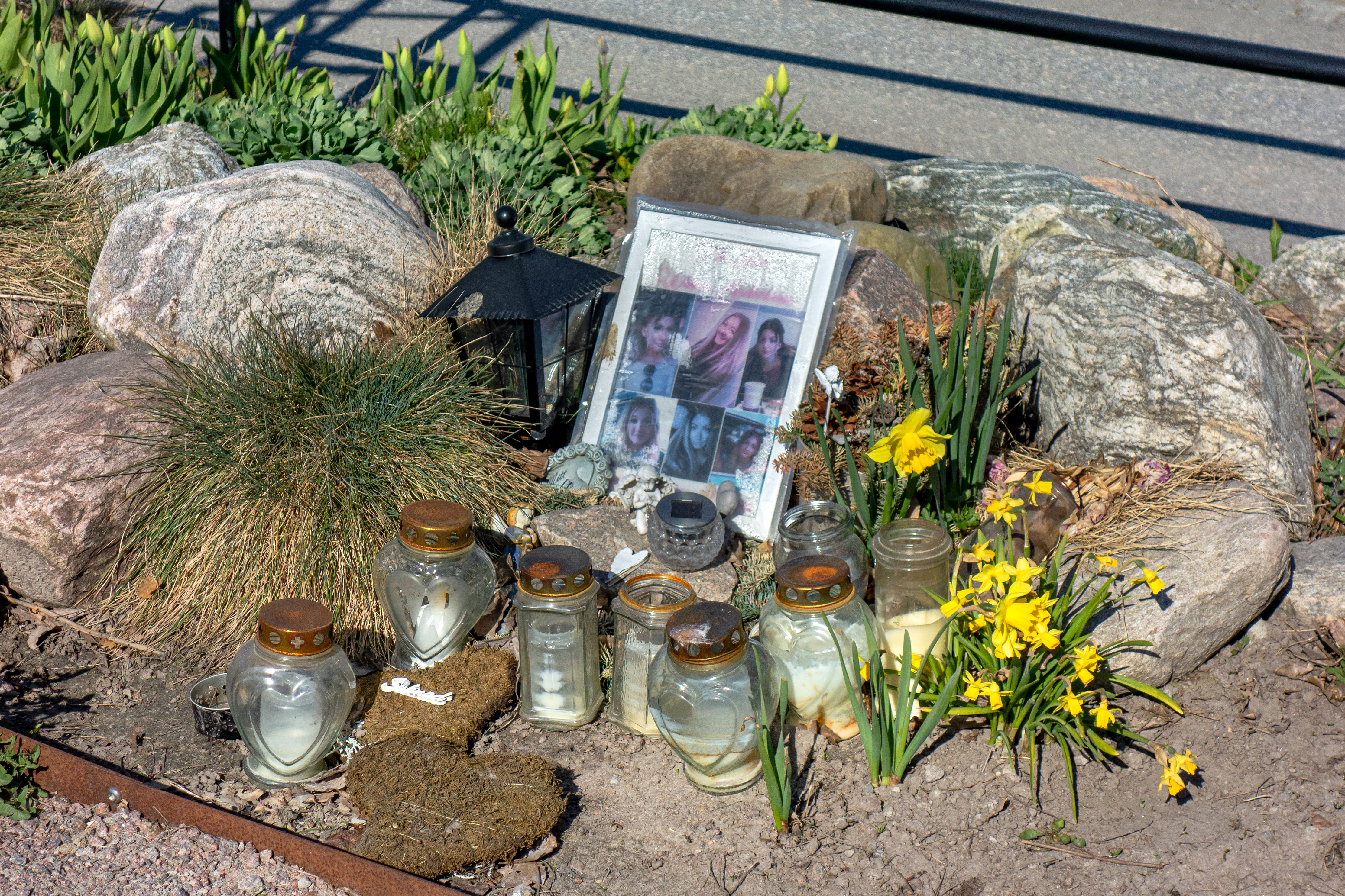
یادبود موقت برای ویلما آندرسون در براستاد، شهرداری لیوسکیل

آندرسون ۱۷ ساله در پنج‌شنبه، ۱۴ نوامبر ناپدید شد، اما در آن زمان نشانه‌ای از وقوع جرم وجود نداشت. عملیات جستجو آغاز شد و کفش‌ها و عینک او در شب سه‌شنبه هفته بعد پیدا شدند. همان روز، دوست‌پسرش به‌عنوان مظنون به قتل غیرعمد بازداشت شد. چهارشنبه بعد، جستجویی در یونگسیله در جنوب اودوالا انجام گرفت.
اواخر نوامبر، مقامات پلیس از نیروهای مسلح سوئد کمک گرفتند تا با استفاده از غواصان و یک زیردریایی کوچک به جستجوی جسد او بپردازند.
در ۲۸ نوامبر، سر بریده‌شده او در اتاق‌خواب دوست‌پسرش یافت شد. تا دسامبر، یعنی سه هفته بعد، بیش از ۵۰۰۰ نفر در جستجو برای یافتن جسد او شرکت کرده بودند، اما اثری از آن نبود.

## دادگاه
در مه ۲۰۲۰، دوست‌پسر ۲۳ ساله او به جرم قتل و بی‌حرمتی به جسد ویلما آندرسون متهم شد. در پرونده دادستان ذکر شده که او سر دوست‌دخترش را بریده و آن را در پلاستیک پیچیده و در یک چرخ‌دستی نگه داشته بود. او علی‌رغم شواهد فراوان، اتهامات را رد کرد. در زمان طرح اتهام، هنوز جسد آندرسون یافت نشده بود و بنابراین علت مرگ مشخص نبود. در اواسط ژوئیه، هیئت ملی پزشکی قانونی سوئد اعلام کرد که متهم از بیماری روانی شدید یا ناتوان‌کننده‌ای رنج نمی‌برد، بلکه دارای ویژگی‌های شخصیتی خودشیفته بوده که به اختلال شخصیت خودشیفته نسبت داده می‌شود. این ویژگی‌ها شامل یک خودِ بزرگ‌نمایی‌شده و متورم بود که طبق ارزیابی روان‌پزشکی، نه با دستاوردهای واقعی تیشکو احمد شرزاد در طول زندگی‌اش سازگار بود و نه با واقعیت عینی همخوانی داشت. این بررسی همچنین نشان داد که متهم دامنهٔ احساسی سطحی و محدودی دارد و به‌ویژه فاقد همدلی است.
در جریان محاکمه، متهم اتهام قتل را رد کرد.
در ۲۷ ژوئیه، دادگاه منطقه‌ای اودوالا او را به جرم قتل و بی‌حرمتی به جسد گناهکار شناخت و به حبس ابد محکوم کرد. همچنین، او موظف شد مبلغ ۲۲۷٬۶۶۴ کرون سوئد (حدود ۲۲ هزار یورو) را به خانوادهٔ آندرسون پرداخت کند. با این حال، متهم همچنان پس از صدور حکم، اتهامات را انکار کرد.

### دادگاه تجدیدنظر
دادگاه تجدیدنظر غرب سوئد حکم احمد را از حبس ابد به ۱۸ سال زندان کاهش داد. طبق سیستم حقوقی سوئد، محکومان معمولاً پس از گذراندن دو سوم دوران محکومیت آزاد می‌شوند. با وجود اینکه بقایای قربانی در کمد او پیدا شده بود احمد همچنان به بی‌گناهی خود پافشاری می‌کرد.

## عامل قتل
تیشکو احمد شرزاد در ۲۲ ژانویه ۱۹۹۷ در سلیمانیه، عراق، در یک خانوادهٔ کرد به دنیا آمد. او در سال ۲۰۰۶، در ۹ سالگی، همراه با پدرش به سوئد مهاجرت کرد. احمد در سال ۲۰۱۴ تابعیت سوئدی گرفت و در اودوالا زندگی می‌کرد.

## واکنش رسانه‌ای
اس‌وی‌تی۱، پخش‌کنندهٔ خدمات عمومی سوئد، پس از پایان محاکمه نام عامل قتل را منتشر نکرد و اعلام کرد که این موضوع «بی‌چون‌وچرا در جهت منافع عمومی» نیست و انتشار نام یا تصویر متهم به درک علت وقوع این جنایت کمکی نمی‌کند. در مقابل، اس‌وی‌تی نام و تصویر قربانی ۱۷ ساله را منتشر کرد.